# Corps Bremensia Göttingen

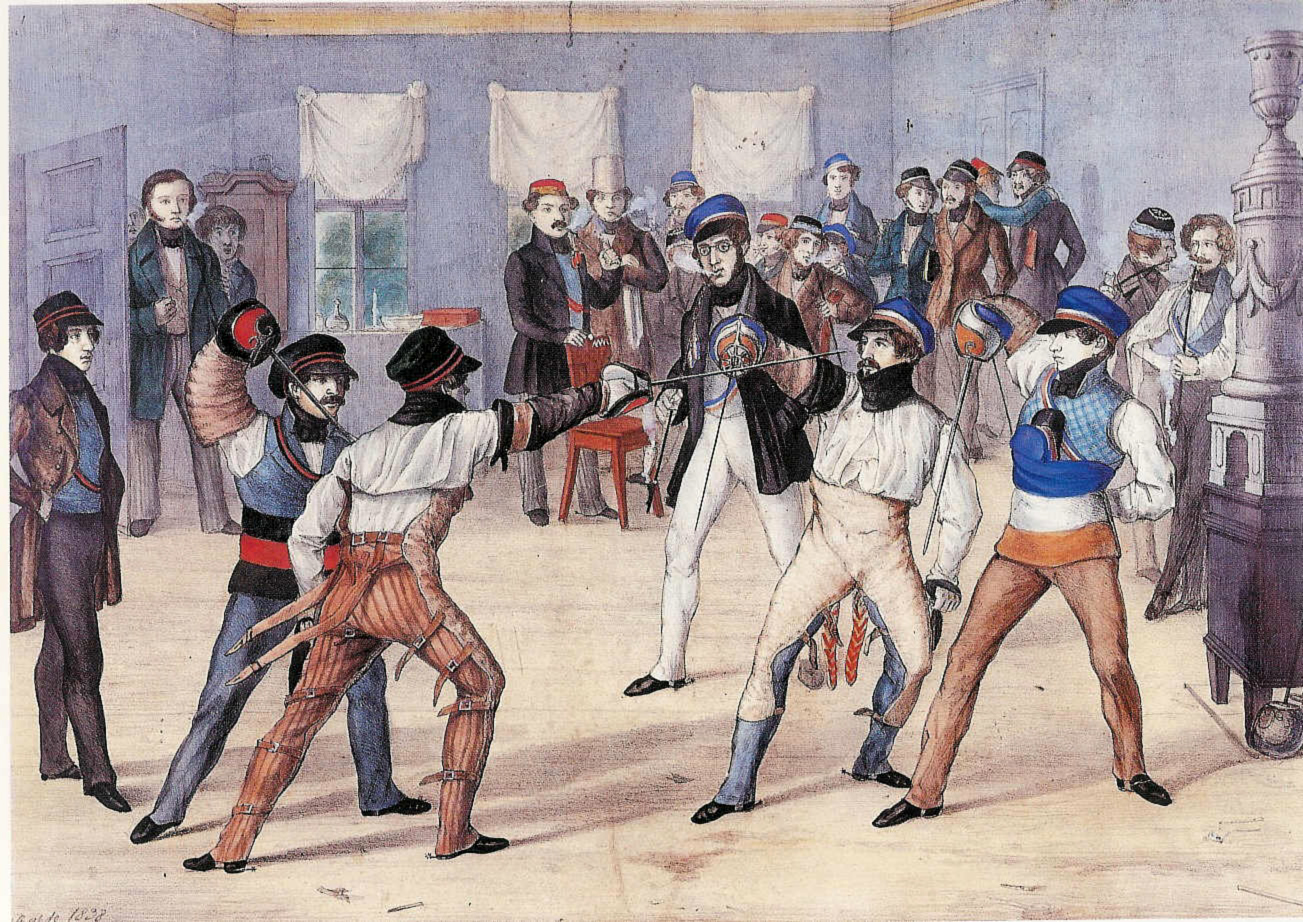
Mensur Bremensia (links) gegen Nassovia, Göttingen 1837

Das Corps Bremensia Göttingen ist eine Studentenverbindung, die in ihrer heutigen Verfassung 1812 gegründet wurde. Das Corps ist farbentragend und schlägt im Gegensatz zu den meisten anderen Corps seit 1971 keine Mensuren mehr. Es vereint Studenten und ehemalige Studenten der Georg-August-Universität Göttingen. Die Corpsmitglieder werden „Bremenser“ genannt.

## Couleur
Bremensia trägt die Farben Rot-Grün-Schwarz mit goldener Perkussion, dazu wird eine grüne Mütze getragen. Die Füchse tragen wie die Corps des Göttinger SC, dem Bremensia bis 1971 angehörte, kein Band.
Das Corpswappen zeigt neben den Farben die gekreuzten Schlüssel des Erzbistums Bremen, das Nagelspitzkreuz des Bistums Verden und die Bärentatzen der Grafschaft Hoya. Diese Territorien sind die Stammlande der Bremensia, sie bezeichnen also das Herkunftsgebiet der Bremenser zu der Zeit, als diese noch landsmannschaftlich verfasst war, d. h. vor Stiftung des Corps.
Rot und Grün gehen zurück auf die Uniformen der bremischen Ritterschaft, Schwarz kam beim Aufgehen der Frisia in die Bremensia hinzu.

## Geschichte

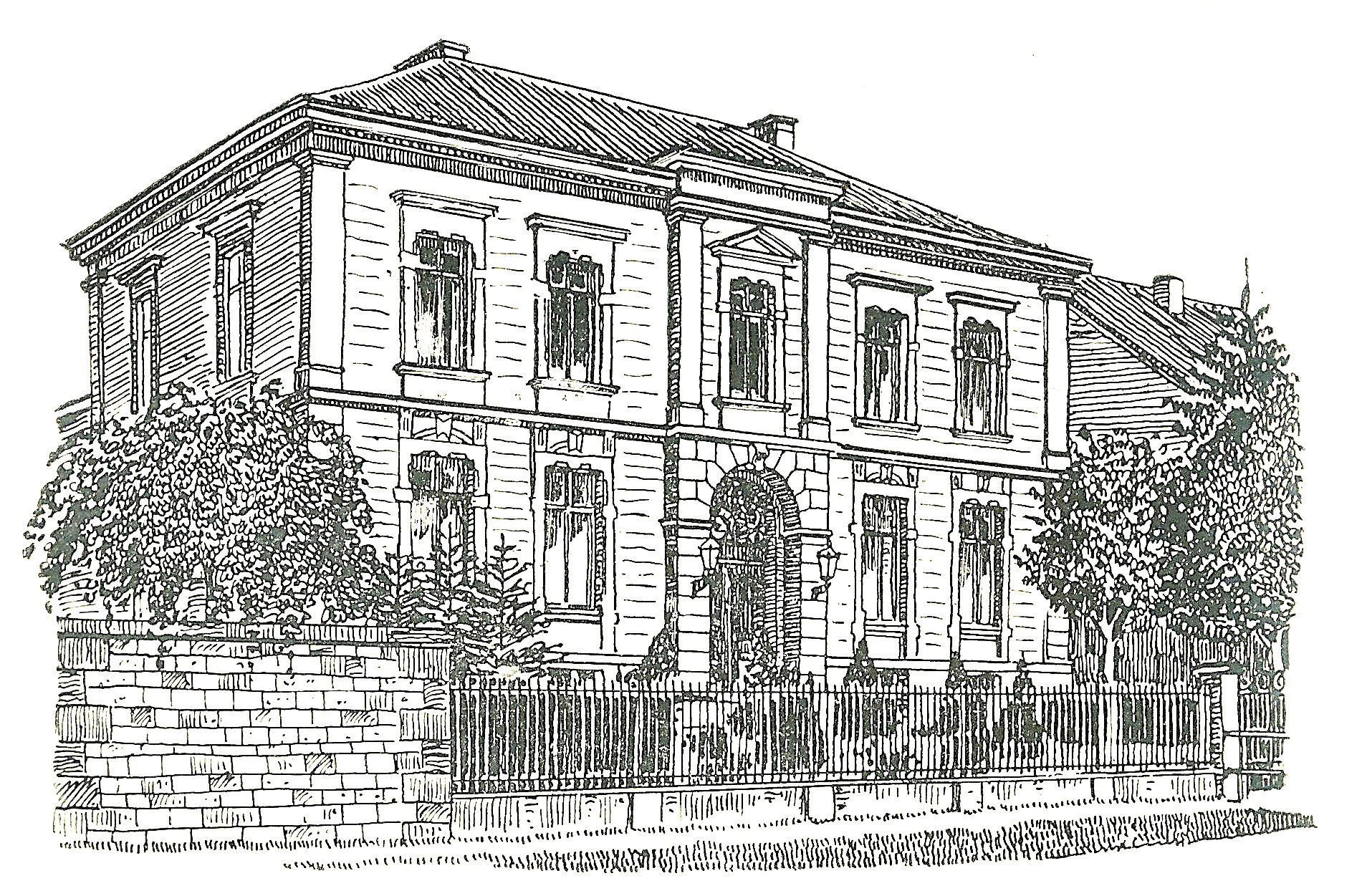
Haus des Corps Bremensia in der Reinhäuser Landstr. 23 (Zeichnung von ca. 1910), Architekt Heinrich Gerber

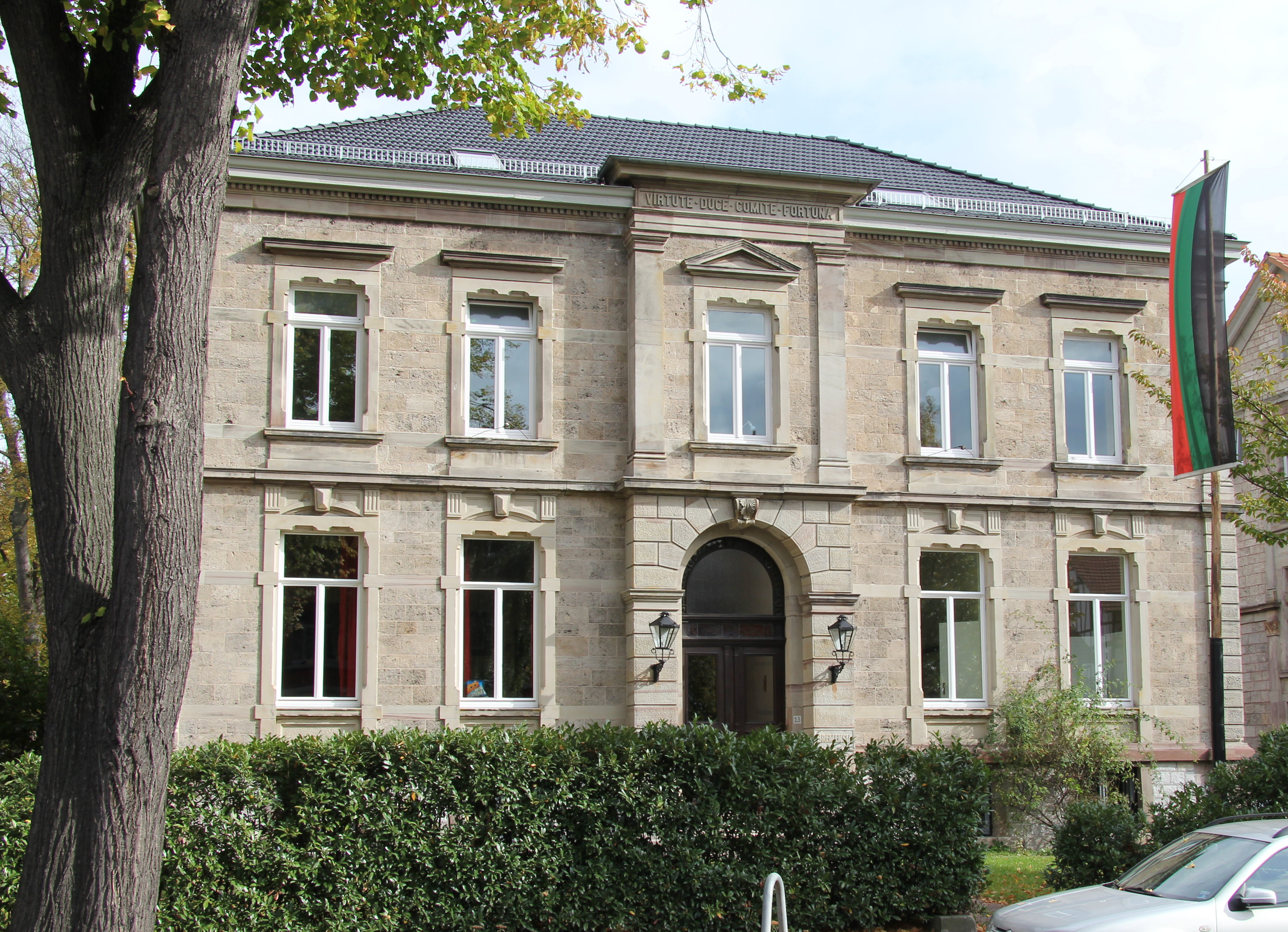
Haus der Bremensia heute (Aufnahme von 2012)

Die in den Herzogtümern Bremen und Verden beheimateten Studenten an der Universität Göttingen waren bis 1811 dem Kanton der Guestphalia zugeordnet. Am 25. Februar 1811 trennten sich die Bremenser von den Westfalen und bildeten einen eigenen Clubb, der durch den Göttinger Senioren-Convent (der laut Comment von 1809 aus nicht mehr als fünf Landsmannschaften bestehen durfte) zunächst nicht als vollwertiges Mitglied anerkannt wurde. Erst nach einer Commentänderung erfolgte am 20. Juni 1812 die Aufnahme in den SC.
1932 war Bremensia präsidierendes Vorortcorps im KSCV. Es wurde vor 1971 zum Grünen Kreis im KSCV gezählt.

### Göttinger Mensurenprozess
Ein Mitglied der Bremensia war 1951 in den Göttinger Mensurenprozess verwickelt. Die Anzeige und Anklage des Mitglieds und der dazu ausgetragene Prozess, der bis zum Bundesgerichtshof ging, führte im Ergebnis dazu, dass die Rechtsfrage der Strafbarkeit des so genannten „akademischen Fechtens“ höchstrichterlich geklärt wurde: Der Angeklagte wurde damals freigesprochen.

### Die Fechtdebatte
Ende der 1960er Jahre verfolgte der CC der Bremensia vor dem Hintergrund einer veränderten Hochschullandschaft zusammen mit den aktiven Conventen anderer Corps im KSCV das Ziel, das Schlagen von Mensuren als Verpflichtung neu zu bewerten. Tragender Gedanke der Pflichtmensur war bisher wohl die Vorstellung gewesen, dass der Student durch die „Bewährung in der Mensur“ auf die Verantwortung in herausgehobenen Stellungen in Beruf und Gesellschaft vorbereitet wird.
Die Geschehnisse der beiden Weltkriege und das Verhalten von Corpsstudenten im Dritten Reich waren aus der Perspektive vieler – auch aktiver und inaktiver Corpsstudenten – dazu geeignet, den Zusammenhang zwischen Bewährung in der Mensur und im späteren Leben in Frage zu stellen. Der Beginn der Diskussion über das Für und Wider der Beibehaltung der Pflichtmensur gab es in Studentenverbindungen jedoch bereits in den Jahren der Weimarer Republik.
Hinzu kamen die weitreichenden Veränderungen des Aktivenbetriebs im Vergleich zu den Vorkriegsverhältnissen, als das Fechten noch in Blüte stand, auf hohem technischem Niveau betrieben wurde und der Einzelne eine sehr viel höhere Zahl an Mensuren zu bestehen hatte. Schließlich steht die Fechtdebatte im weiteren Sinne auch im Zusammenhang mit den Umwälzungen durch die 68er-Bewegung.
Zum Kösener Congress 1970 stellten drei Corps im Februar 1970 den Antrag, die Mensur als Verbandsprinzip aufzugeben:

„Die bisherige Voraussetzung für die Reception oder für die Verleihung eines Corpsbandes, mindestens eine Mensur auf blanke Corpswaffen gefochten zu haben, wird als zwingendes Verbandsprinzip nicht aufrechterhalten. ... Es wird jedem Corps überlassen, die Voraussetzungen für die Reception seiner Angehörigen bzw. für die Verleihung seines Bandes selbst zu bestimmen. Die Aufnahme in das engere Corps erfordert grundsätzlich eine Aktivzeit von mindestens drei Monaten. ...“

Als eine allgemeine Debatte über die Mensurfrage in diesem Sinne auf der Verbandsebene nicht zu erreichen war, trat die Bremensia im Jahre 1971 nach eingehender corpsinterner Diskussion aus dem Göttinger Seniorenconvent aus, ähnlich wie die Kartellcorps Suevia Tübingen, Vandalo-Guestphalia und die befreundete Rhenania Straßburg aus ihren SC. Im Falle der Bremensia, der Suevia und der Vandalo-Guestphalia wurde dieser Schritt von den älteren Corpsbrüdern nachvollzogen durch Austritt aus dem Verband Alter Corpsstudenten. Sie entsprachen damit ihrer Tradition, wonach der aktive Convent die für das Corps im Ganzen maßgebliche Instanz darstellt. Seitdem haben Angehörige dieser Corps keine Bestimmungsmensuren mehr auf ihre Farben geschlagen.
Die im KSCV verbliebenen befreundeten Verbindungen der Bremensia stellten sich in der Folge zumeist auf den Standpunkt, dass das Verhältnis an die Verbandszugehörigkeit und die Verbandsprinzipien wie das Festhalten an der Mensur gekoppelt sei. Daher brachen diese den offiziellen Kontakt zu den nichtschlagenden Verhältnissen weitestgehend ab, die Verhältnisse bestehen weiterhin, werden jedoch als suspendiert betrachtet. Inoffiziell gab und gibt es immer wieder Begegnungen, insbesondere mit den Jenensern und gelegentlich auch mit den Münchener Franken. 2010 wurde das 150-jährige Kartell mit Suevia Tübingen gefeiert.

## Mitglieder

### Fürsten
- Friedrich (Waldeck-Pyrmont) (1865–1946)
- Wilhelm II. (Württemberg) (1848–1921), württembergischer König von 1891 bis 1918

### Abgeordnete und Minister
- August Barnstedt (1793–1865), Oberjustizrat, Mitglied des Oldenburgischen Landtags
- Heinrich Biedenweg (1811–1880), MdHdA
- Wilhelm von Borries (1802–1883), Innenminister des Königreichs Hannover
- Friedrich von Bothmer (1796–1861), Kultusminister des Königreichs Hannover
- Georg von Brandis (1847–1904), Landrat, MdHdA
- Karl von Buchka (1885–1960), MdB
- Gerhard von Buchka (1851–1935), Vorsitzender des Kolonialrates, MdR
- Karl Burckhardt-Iselin (1830–1893), Schweizer Jurist und Politiker
- Hermann von Dassel (1860–1936), Vizepräsident des Hanseatischen Oberlandesgerichts, MdHB
- Wilhelm Arnold Drews (1870–1938), preußischer Innenminister
- Otto Albrecht von Düring (1807–1875), hannoverscher Justizminister
- Heinrich Georg Ehrentraut (1798–1866), Hofrat, Privatgelehrter, Mitglied des Oldenburgischen Landtags
- Theodor Erdmann (1795–1893), Regierungspräsident des Großherzogtums Oldenburg
- Carl Erxleben (1815–1882), Landdrost, Mitglied der hannoverschen Ständeversammlung
- Gottlieb Wilhelm Freudentheil (1792–1869), Mitglied der Frankfurter Nationalversammlung
- Karl Theodor Gravenhorst (1810–1886), Mitglied der Frankfurter Nationalversammlung
- Friedrich Bernhard von Hagke (1822–1874), Landrat, MdR
- Leo von Hagke (1849–1919), Oberst, MdHdA
- Ernst von Hammerstein-Loxten (1827–1914), preußischer Landwirtschaftsminister
- Friedrich von Heimburg (1859–1935), Polizeipräsident von Wiesbaden, MdHdA
- Gustav von Heyer (1839–1923), Regierungspräsident, MdR
- Ludwig Holle (1855–1909), preußischer Kultusminister
- Theodor Ferdinand Hurtzig (1833–1911), Direktor der Hannoverschen Boden-Kredit-Bank, MdHdA
- Carl Lücke (1863–1934), Landrat in Oppeln, MdHdA
- Eduard Christian von Lütcken (1800–1865), Ministerpräsident im Königreich Hannover
- Carl Alexander von Martius (1838–1920), Industrieller, MdHH
- Carl Christoph Merkel (1799–1877), Mitglied der Frankfurter Nationalversammlung
- Eduard Meyer (1817–1901), Senatspräsident am Oberlandesgericht Celle, Kronsyndikus, MdHH
- Georg Friedrich Mölling (1796–1878), Mitglied der Frankfurter Nationalversammlung
- Friedrich Wilhelm Möhring (1797–1875), Landvogt in Delmenhorst, Mitglied des Oldenburgischen Landtags
- Alexander Müller (1828–1910), MdHdA
- Hermann Pogge (1831–1900), MdR
- Georg Quaet-Faslem (1872–1927), Arzt, Mitglied des Preußischen Landtags
- Bernhard Rodewald (1806–1874), Kreishauptmann, MdHdA
- Wilhelm Theodor Roscher (1818–1892), Landgerichtspräsident, Mitglied der Zweiten Kammer der Ständeversammlung des Königreichs Hannover, MdHdA
- Heinrich Roscher (Politiker, 1825) (1825–1894), Amtsgerichtsrat, MdHdA
- Julius Freiherr von Soden (1846–1921), Kolonialbeamter, Kabinettschef des Königs von Württemberg, Außenminister
- Karl Stackmann (1858–1943), Landrat, MdHdA
- Ludwig Stackmann (1850–1903), Landgerichtsrat in Göttingen, MdHdA
- Louis Victor Stegemann (1830–1884), MdR
- Harry von Trampe (1799–1875), Präsident der Ersten Kammer der Ständeversammlung des Königreichs Hannover
- Georg Wellstein (1849–1917), Richter, MdHdA, MdR
- Carl Zedelius (1800–1878), Politiker im Großherzogtum Oldenburg

### Kommunalbeamte
- Heinrich Brüning (1836–1920), Oberbürgermeister von Minden und Osnabrück
- Georg Friedrich Calsow (1857–1931), Oberbürgermeister von Göttingen
- August Heinroth (1875–1967), hauptamtlicher Beigeordneter von Gelsenkirchen
- Wilhelm Holle (1866–1945), Oberbürgermeister von Essen
- Hermann Piecq (1859–1920), Oberbürgermeister von Mönchengladbach

### Mediziner und Naturwissenschaftler
- Adolf Bacmeister (1882–1945), Chefarzt, Flottenarzt d. R.
- Gerhard von dem Busch (1791–1868), Arzt und Übersetzer
- Carl Flügge (1847–1923), Hygieniker
- Friedrich Grelle (1835–1878), Mathematiker
- Wolfgang Heubner (1877–1957), Pharmakologe
- Adolf Jenckel (1870–1958), Chirurg
- Carl Krause (1797–1868), Direktor des Ober-Medizinal-Kollegiums im Königreich Hannover
- Ferdinand Lohmeyer (1826–1911), Chirurg
- Eilhard Mitscherlich (1794–1863), Chemiker
- Carl Oberg (1853–1923), Kinderarzt
- Wilhelm Plagge (1794–1845), Pharmakologe
- Wilhelm Rieder (1893–1984), Chirurg
- Hans Schlange (1856–1922), Chirurg in Berlin und Hannover

### Industrielle
- Fritz Delius (1887–1957), Manager
- Hans Fusban (1885–1972), Vorstand der Gelsenkirchener Bergwerks-AG und der Vereinigten Stahlwerke
- Hans-Lothar von Gemmingen (1893–1975)
- Ludwig Holle (1888–1972), Vorstand und Liquidator des Rheinisch-Westfälischen Kohlen-Syndikats
- Donatus Kaufmann (* 1962), Manager
- Walter Langen (1857–1912), Bankier

### Richter und Rechtswissenschaftler
- Christian von Bar (* 1952), Zivilrechtler in Osnabrück
- Wolfgang Bonde (1902–1945), Rechtsanwalt, Widerstandskämpfer gegen den Nationalsozialismus
- Karl von Bülow (1834–1910), Senatspräsident beim Reichsgericht
- Günther von Bünau (1844–1899), Reichsgerichtsrat
- Melchior von der Decken (1886–1953), Senatspräsident am Hanseatischen Oberlandesgericht
- Friedrich Jung (Jurist) (1890–1978), Generalstaatsanwalt am Kammergericht, Oberlandesgerichtspräsident in Breslau
- George Meyer (1828–1889), Reichsgerichtsrat
- Heinrich Müller (Richter), Reichsgerichtsrat
- Erich von Reden (1840–1917), Senatspräsident am Oberlandesgericht Celle, MdR
- Benno Sabarth (1849–1935), Reichsgerichtsrat
- Eberhard Schmidt-Aßmann (* 1938), Staatsrechtler in Bielefeld und Heidelberg

### Staatsbeamte und Soldaten
- Ludwig Beckhaus (1887–1957), Landrat
- Franz Behrend (1864–1918), Landrat in Lyck
- Alwin Bielefeldt (1857–1942), Ministerialbeamter im Reichsversicherungsamt, Pionier des Kleingartenwesens
- Eugen Boelling (1887–1944), Landrat
- Ernst von Bothmer (1841–1906), Diplomat
- Karl von Bothmer (1799–1852), Hannoverscher Justizrat
- Karl von Buchka (1856–1917), Reichsbeamter
- Friedrich von Bülow (Verwaltungsjurist, 1868), Oberpräsident in der Grenzmark Posen-Westpreußen
- Hans Joachim von Busse (1896–1946), Landrat in Pommern
- Friedrich von der Decken (1802–1881),  Großgrundbesitzer, Minister im Königreich Hannover
- Louis von Engelbrechten (1818–1893), Generalpolizeidirektor von Hannover, Kreishauptmann in Gronau
- Georg von Fabrice (1830–1908), mecklenburgischer Drost
- Hans Faust (1894–1974), Regierungspräsident in Kattowitz, Ministerialdirektor
- Carl von Frese (1861–1942), Landrat des Landkreises Emden
- Karl von Gemmingen-Hornberg (1857–1935), kaiserlicher Bezirkspräsident in Lothringen
- Richard Giese (1876–1978), Ministerialbeamter in der Finanzverwaltung
- Adolf Goetze (1837–1920), Landrat in Stade, Direktor der Landeskreditanstalt in Hannover
- Karl Gosling (1868–1921), Landrat in Weener
- Karl Haenlein (1837–1896), Bezirksamtmann in Bergzabern
- Fred Hagedorn (1875–1940), Staatssekretär
- August von Harling (1840–1886), Landrat in Bleckede
- Kurt Magnus (1887–1962), Rundfunkpionier
- Karl von Marcard (1857–1900), Landrat in Soltau und Gersfeld
- Carl Detlev Marschalck von Bachtenbrock (1802–1864), Landdrost in Aurich
- Theodor Meyer (Landrat) (1806–1893), deutscher Verwaltungsbeamter
- Hugo Müller-Otfried (1860–1933), Landrat des Kreises Bleckede
- Heinrich Noeldechen (1858–1938), Landrat in Fritzlar
- Bernhard Penner (1890–1933), Landrat in Tilsit-Ragnit
- Max Peters (1878–1934), Landrat in Lyck
- Adolf von Prollius (1861–1942), Gesandter
- Karl von Rumohr (1900–1967), Landrat, Präsident des Bundesverwaltungsamts
- Robert Scharmer (1862–1940), Ministerialbeamter
- Helmuth von Schele (1858–1922), Landrat in Naumburg
- Carl Christian Schmid (1886–1955), Staatssekretär
- Cirk Heinrich Stürenburg (1798–1858), Kammerrat und Konsulent
- Hans Ukert (1857–1930), Regierungspräsident
- Conrad von Wedemeyer (1870–1947), Landrat in Franzburg-Barth
- Karl Wermuth (1804–1867), Polizeipräsident in Hannover
- Peter Friedrich von Willemoes-Suhm (1816–1891), dänischer und später preußischer Beamter
- Ernst von Windheim (1891–1946), Landrat in Guben
- Horst von Windheim (1886–1935), Verwaltungsbeamter
- Ludwig von Windheim (1857–1935), Oberpräsident in Hessen-Nassau, Ostpreußen und Hannover
- Ernst von Wrisberg (1862–1927), General, Träger des Pour le Mérite

### Sonstige
- Carl Manfred Frommel (1884–1938), Studentenschaftsführer, Publizist und Studentenhistoriker
- Georg Hartwig (1840–1927), lutherischer Theologe, Generalsuperintendent, Abt zu Loccum
- Justus Alexander Saxer (1801–1875), evangelischer Theologe, Generalsuperintendent von Bremen-Verden
- Bodo Voigts (1844–1920), Konsistorialpräsident in Hannover, Präsident des Oberkirchenrats in Berlin
- Wolfgang Oskar Bonde (1902–1945), deutscher Jurist und Diplomat, Widerstandskämpfer gegen den Nationalsozialismus